# ميفعان (حجة)

تعديل مصدري - تعديل

ميفعان هي إحدى قرى عزلة النفيش بمديرية حجة التابعة لمحافظة حجة، بلغ تعداد سكانها 96 نسمة حسب تعداد اليمن لعام 2004.